# Puig de Solanes (Alt Penedès)
El Puig de Solanes és una muntanya de 914 metres que es troba als municipis de Querol (Alt Camp), la Llacuna (Anoia) i Pontons (Alt Penedès). És una elevació de la Serra dels Esgavellats.